# Faust, Gener i Marcial de Còrdova
Faust, Gener i Marcial (Hispània, segona meitat del segle iii - Còrdova, 303) foren tres soldats romans, convertits al cristianisme i morts màrtirs per la seva fe. Són venerats com a sants per diverses confessions cristianes.

## Historicitat
De fet, els tres noms són molt tardans, com també l'assignació del martiri a Còrdova: els martirologis més antics només en parlen de tres màrtirs en algun lloc d'Espanya. L'atribució és posterior i Enrique Flórez pensa que es tracta d'un error de transcripció antic a partir dels màrtirs reals Marc, Marcel i Adrià de Calcedònia.
Igualment, s'assignaren els sants a la menció que Aureli Climent Prudenci fa en el poema dedicat als màrtirs Iscle i Zoil de Còrdova (l'himne IV del Peristephanon) de tres corones, interpretant que fa referència als tres màrtirs cordovesos. Essent així, demostraria un culte ja establert fermament a Còrdova al segle v, ja que eren coneguts fora de la ciutat.
Apareixen als martirologis derivats del Martirologi de Jeroni des del segle vi, per la qual cosa haurien d'haver estat inclosos al prototipus. La data assignada per la celebració, però, varia d'un a l'altre. Durant l'època visigòtica, a més de l'església de Còrdova, se'ls dedicaren esglésies a Dos Hermanas i Mèrida.
Finalment, s'imposà la celebració el 13 d'octubre, sense que se'n conegui el motiu. A partir del segle x s'estengué el culte d'Andalusia a la resta de la Península, originant-se la llegenda que vinculava els màrtirs a Sant Marcel de Lleó.

## Llegenda
Segons la Passio, tardana i sense fonament històric, els tres eren militars, van ésser destinats a Corduba (actual Còrdova). Durant la persecució ordenada per Dioclecià, no volgueren oferir sacrifis als déu i foren detinguts pel prefecte Eugeni, torturats i, en no voler abjurar del cristianisme, morts a la foguera l'any 303.

### Vinculació amb Marcel de Lleó
Una tradició apòcrifa posterior els vincula a Marcel de Tànger, de qui els fa fills. Segons una tradició, que no es troba abans del segle ix, aquest sant hauria estat martiritzat a Lleó; a més, a partir del segle xiii amb la seva esposa Nònia, hauria tingut dotze fills, tots ells màrtirs cristians en diferents llocs de la Hispània romana: Claudi, Luperc i Victori a Lleó, Facund i Primitiu de Sahagún, Servand i Germà de Cadis, Faust, Genar i Marcial de Còrdova, i Celdoni i Ermenter a Calahorra.
Aquesta vinculació, que va tenir gran difusió a la península Ibèrica, no té cap fonament històric. Probablement, prové de la confusió del terme "ex legione" (de la legió) aplicat als sants, que eren legionaris romans, i que es va interpretar com "ex Legione" (de Lleó): a partir d'aquesta lectura, es va elaborar una història que relacionava Marcel amb Lleó i els altres sants d'altres llocs amb Lleó i, per tant, havien d'ésser parents.

## Veneració
Les restes que en van quedar foren recollides pels cristians i sebollides. Venerades durant l'època dels visigots a l'església dels Màrtirs o de Sant Faust (actualment dedicada a Sant Pere), Eulogi de Còrdova en parla del culte, anomenant-los Els Tres Màrtirs. Les relíquies, amb les dels altres màrtirs de la ciutat, foren amagades durant la invasió musulmana i no es trobaren fins al 1569, instal·lant-se novament a l'altar de l'església de San Pedro en 1584.

### Veneració a Catalunya
Algunes poblacions catalanes l'adoptaren com a patró, com Sant Fost de Campsentelles, on l'any 978 ja existia una petita església dedicada a Sant Faust, el soldat màrtir de Còrdova. Una tradició local va donar lloc a la creació d'un sant llegendari, Faust o Fost d'Alguaire, sant patró dels camperols a les terres de Lleida. La seva festivitat se celebra el mateix dia 13 d'octubre.